# Bartolomé Pérez Casas
Bartolomé Pérez Casas (Lorca, Murcia, 24 de enero de 1873 - Madrid, 15 de enero de 1956) fue un compositor y director de orquesta español. Hizo una armonización de la Marcha Real (el Himno nacional de España).

## Actividad musical
Inició su carrera como músico mayor de la Banda del Regimiento de Infantería España y en 1897 comienza a dirigir la Banda del Real Cuerpo de Alabarderos de Madrid.
Fue Catedrático de Armonía en el Real Conservatorio Superior de Música de Madrid, miembro de la Real Academia de Bellas Artes de San Fernando y primer director titular de la Orquesta Nacional de España. Creó la Orquesta Filarmónica de Madrid y es autor de la Suite española para gran orquesta "¡A mi tierra!".
Bartolomé Pérez Casas se destacó por su labor de fomento, difusión y enseñanza de la música sinfónica con la Orquesta Filarmónica de Madrid durante más de treinta años. Contribuyó al desarrollo de la música sinfónica en España con su suite "Suite Murciana ¡A mi tierra!", premiada en 1905 por la Real Academia de Bellas Artes de San Fernando en el mismo concurso en que Manuel de Falla lo fue por su ópera "La vida breve". Esta obra marcó un hito en la música sinfónica del momento y fue interpretada en varias ocasiones fuera de España. La importancia de esta suite viene dada por su orquestación y por ser un logrado intento de basar la música en las melodías populares españolas, en busca de una música nacional.
Igualmente compuso Pérez Casas un "Cuarteto con piano en re menor", en 1902, que recibió una mención especial en el concurso de música de cámara que la Sociedad Filarmónica de Madrid había convocado ese año.
Además, compuso numerosas obras para diferentes instrumentos, para ser interpretadas por los aspirantes a profesor en la Real Banda de Alabarderos cuando era Director de la misma. Actualmente estas obras están siendo estudiadas, editadas e interpretadas por su calidad intrínseca y por considerarse un repertorio adecuado para algunos instrumentos, escrito en un momento en que no existía literatura al respecto.
Comisario general de la Música en el Ministerio de Educación Nacional entre 1949 y 1956, fue condecorado con la Gran Cruz de Alfonso X el Sabio. Bartolomé Pérez Casas estaba en posesión, igualmente, de otras condecoraciones y distinciones, a las que se había hecho acreedor tanto en sus años en el ejército como por la dirección de la Orquesta Filarmónica de Madrid y su contribución a la cultura musical española.

## Arreglos del Himno Nacional de España
Fue autor, en 1908, de la armonización de la Marcha Real en su tiempo de la Banda del Real Cuerpo de Alabarderos de Madrid, que le fue encargada por el Rey Alfonso XIII. Con el tiempo, estos arreglos fueron declarados oficiales mediante un Decreto-Ley de Presidencia del Gobierno del 17 de julio de 1942, lo que supuso que él y sus herederos percibieran derechos de arreglista por el Himno Nacional hasta la adquisición definitiva por el Estado mediante el Real Decreto 1543/1997.

## Obras
- Suite Murciana ¡A mi tierra! (1905)
- Cuarteto en Re Menor con piano (1902)
- Angelita (barcarola)
- Duo para contrabastuba y piano (1909)